# Raut (szczyt)
Raut – szczyt w Alpach Karnickich. Leży w północnych Włoszech, w prowincji Udine. Leży na południowy wschód od Cima dei Preti, najwyższego szczytu Południowych Alp Karnickich, części Alp Karnickich, do których oba szczyty należą.